# Кинтамани
Кинтамани — район, входящий в состав округа Бангли провинции Бали, Индонезия. Расположен на западном краю большей кальдерной стены на горе Батур на той же дороге север-юг, что и Пенелокан, и использовался в качестве остановки для осмотра района горы Батур. Кинтамани также известен своими 1000-летними каменными табличками «Обряды мира» храма Тулук Бию и породой собак Кинтамани. Название происходит от слова «чинтамани» (санскр. चिन्तामणि, IAST: cintāmaṇi, волшебный или философский камень).